# Сант'Анђело Ломелина
Сант'Анђело Ломелина (итал. Sant'Angelo Lomellina) је насеље у Италији у округу Павија, региону Ломбардија.
Према процени из 2011. у насељу је живело 803 становника. Насеље се налази на надморској висини од 112 м.

## Становништво
Према резултатима пописа становништва 2011. у општини је живело 864 становника.
| 1931. | 1936. | 1951. | 1961. | 1971. | 1981. | 1991. | 2001. | 2011. |
| ----- | ----- | ----- | ----- | ----- | ----- | ----- | ----- | ----- |
| 1.137 | 1.160 | 1.130 | 1.006 | 768   | 663   | 711   | 828   | 864   |